# Ozhukarai
Ozhukarai (eigentlich Uzhavarkarai, Tamil: உழவர்கரை Uḻavarkarai [ˈuɻəʋərkarɛi̯]) oder Oulgaret (französisch) ist eine Stadt im indischen Unionsterritorium Puducherry (Pondicherry). Sie liegt direkt westlich der gleichnamigen Hauptstadt Puducherry, mit der sie mittlerweile zusammengewachsen ist. Ozhukarai gehört damit zur Agglomeration Puducherry, ist aber eine eigenständige Stadtgemeinde (municipality). Zu dieser gehören ferner zwei kleinere Exklaven, Kalapettai und Alankuppam, nördlich von Puducherry.
Durch das Bevölkerungswachstum im Ballungsraum Puducherry steigt auch die Einwohnerzahl Ozhukarais stark an. Zwischen 2001 und 2011 wuchs sie um 38 Prozent an. Mit über 300.000 Einwohnern (Volkszählung 2011) hat Ozhukarai mittlerweile die Kernstadt Puducherry überholt.